# Pycreus overlaetii
Pycreus overlaetii là loài thực vật có hoa trong họ Cói. Loài này được Cherm. ex S.S.Hooper & J.Raynal miêu tả khoa học đầu tiên năm 1969.